# Lijst van voetbalinterlands Azerbeidzjan - Turkije

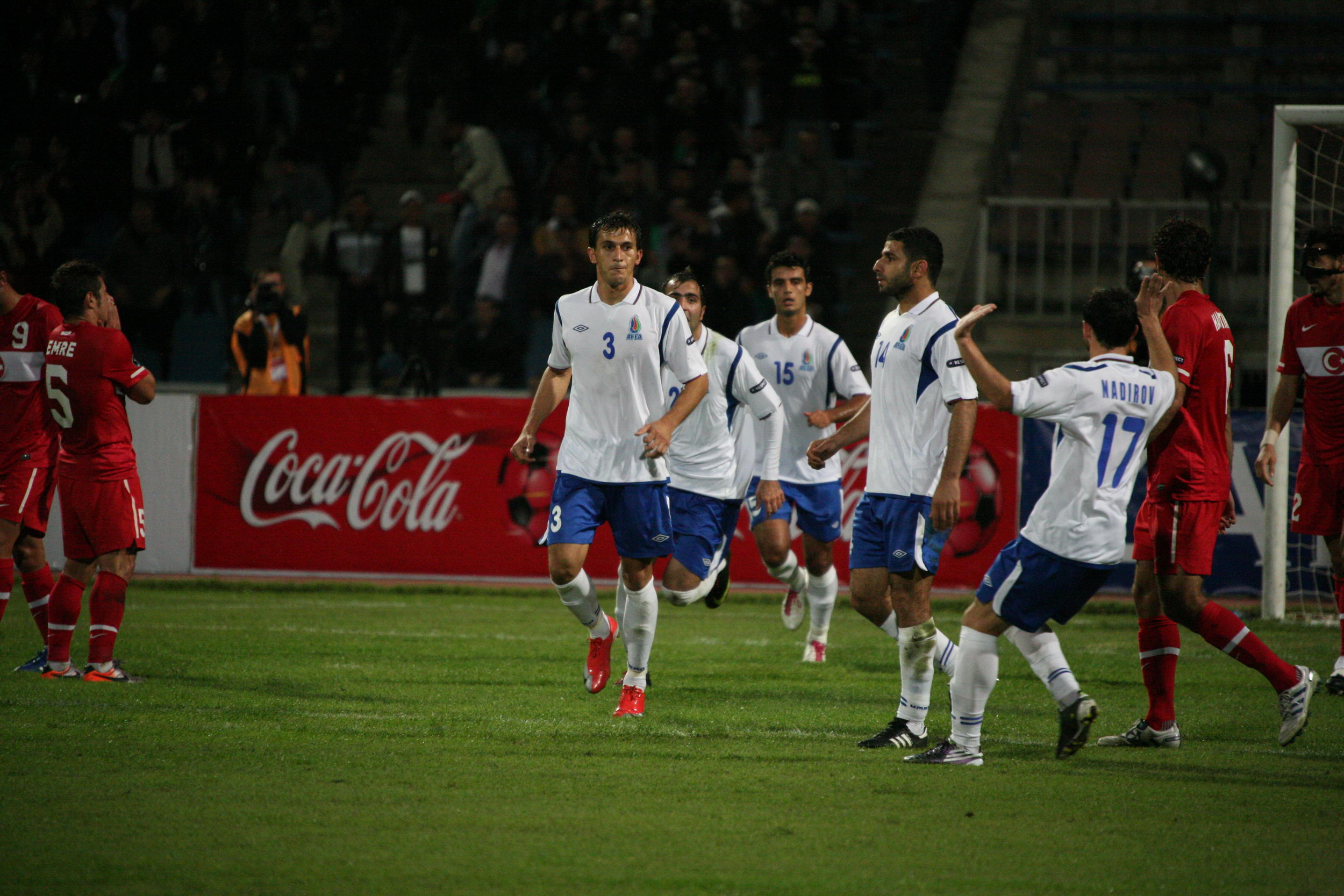
Bakoe, 12 oktober 2010

Deze lijst van voetbalinterlands is een overzicht van alle officiële voetbalwedstrijden tussen de nationale teams van Azerbeidzjan en Turkije. De landen speelden tot op heden tien keer tegen elkaar. De eerste ontmoeting, een vriendschappelijke wedstrijd, werd gespeeld in Bakoe op 1 juni 1994. Het laatste duel, eveneens een vriendschappelijke wedstrijd, vond plaats op 27 mei 2021 in Alanya.

## Wedstrijden
| №  | Plaats    | Datum           | Competitie           | Wedstrijd              | Uitslag |
| -- | --------- | --------------- | -------------------- | ---------------------- | ------- |
| 1  | Bakoe     | 1 juni 1994     | Vriendschappelijk    | Azerbeidzjan – Turkije | 1 – 2   |
| 2  | Bakoe     | 3 juni 1994     | Vriendschappelijk    | Azerbeidzjan – Turkije | 0 – 0   |
| 3  | Bakoe     | 9 april 1996    | Vriendschappelijk    | Azerbeidzjan – Turkije | 0 – 1   |
| 4  | Bakoe     | 11 oktober 2000 | WK 2002 kwalificatie | Azerbeidzjan – Turkije | 0 – 1   |
| 5  | Istanboel | 2 juni 2001     | WK 2002 kwalificatie | Turkije – Azerbeidzjan | 3 – 0   |
| 6  | Bakoe     | 12 april 2006   | Vriendschappelijk    | Azerbeidzjan – Turkije | 1 – 1   |
| 7  | Kayseri   | 2 juni 2009     | Vriendschappelijk    | Turkije – Azerbeidzjan | 2 – 0   |
| 8  | Bakoe     | 12 oktober 2010 | EK 2012 kwalificatie | Azerbeidzjan – Turkije | 1 – 0   |
| 9  | Istanboel | 11 oktober 2011 | EK 2012 kwalificatie | Turkije – Azerbeidzjan | 1 – 0   |
| 10 | Alanya    | 27 mei 2021     | Vriendschappelijk    | Turkije − Azerbeidzjan | 2 − 1   |

## Samenvatting
| Competitie        | Totaal gespeeld | Winst Azerbeidzjan | Gelijk | Winst Turkije | Doelsaldo Azerbeidzjan – Turkije |
| ----------------- | --------------- | ------------------ | ------ | ------------- | -------------------------------- |
| WK-kwalificatie   | 2               | 0                  | 0      | 2             | 0 − 4                            |
| EK-kwalificatie   | 2               | 1                  | 0      | 1             | 1 − 1                            |
| Vriendschappelijk | 6               | 0                  | 2      | 4             | 3 − 8                            |
| Totaal            | 10              | 1                  | 2      | 7             | 4 − 13                           |

Wedstrijden bepaald door strafschoppen worden, in lijn met de FIFA, als een gelijkspel gerekend.

## Details

### Achtste ontmoeting
| EK 2012 kwalificatie (Bakoe, Azerbeidzjan, 12 oktober 2010): |       |         |
| Azerbeidzjan                                                 | 1 – 0 | Turkije |
| Rashad Sadygov 38'                                           | goals |         |

### Negende ontmoeting
| EK 2012 kwalificatie (Istanboel, Turkije 11 oktober 2011): |       |              |
| Turkije                                                    | 1 – 0 | Azerbeidzjan |
| Burak Yılmaz 60'                                           | goals |              |